# Ворон (фильм, 1994)
«Во́рон» (англ. The Crow) — американский готический супергеройский фильм 1994 года, снятый Алексом Пройасом по сценарию Дэвида Дж. Шоу и Джона Ширли. В нём сыграл последнюю роль в кино Брэндон Ли. Фильм основан на одноимённом комиксе Джеймса О’Барра.
Во время съёмок исполнитель главной роли Ли был смертельно ранен. Поскольку он закончил большинство своих сцен перед смертью, фильм был завершен за счет переписывания сценария, использования дублера и цифровых эффектов. «Ворон» посвящен Брэндону Ли и его невесте Элизе Хаттон.
После смерти Ли Paramount Pictures отказалась от распространения фильма, и права перешли к Miramax, которая курировала завершение «Ворона». Фильм получил положительные отзывы, а критики Rotten Tomatoes высоко оценили его тон, визуальные эффекты, операторскую работу Дариуша Вольского, постановочный дизайн и актёрскую игру Брэндона Ли. «Ворон» также собрал 94 миллиона долларов при бюджете в 23 миллиона долларов и стал культовым. Успех фильма привёл к созданию медиафраншизы, включающей три сиквела, телесериал и перезапуск. Сиквелы, в которых в основном фигурировали разные персонажи и ни один из первоначальных актёров, не смогли сравниться с успехом первого фильма.

## Сюжет
В «Ночь дьявола» в разрушенном преступностью и обветшалом Детройте при нападении банды молодая женщина Шелли Уэбстер подвергается изнасилованию и получает серьёзные ранения, а её жених, рок-музыкант Эрик Дрэйвен, получает ножевые и пулевые ранения и выпадает из окна их чердачной квартиры. Сержант полиции Дэрил Альбрехт сопровождает Шелли в больницу, но в итоге она умирает от полученных травм. В фильме рассказывается легенда о вороне, который уносит души в страну мертвых, но если человек погиб при трагических обстоятельствах, ворон может воскресить его беспокойный дух, чтобы все исправить.
Год спустя могилы Шелли и Эрика посещает Сара — девочка, о которой они заботились из-за отсутствия матери. Ворон садится на надгробие Эрика и стучит по нему, воскрешая его. Дезориентированный и расстроенный, Эрик возвращается в свою разоренную квартиру на чердаке и переживает воспоминания об убийствах: Банда людей — Тин Тин, Фанбой, Ти-Бёрд и Сканк — напала на них, потому что Шелли протестовала против принудительного выселения из их многоквартирного дома, который главарь банды, безжалостный криминальный босс Топ Доллар, намеревался захватить. Поняв, что все полученные травмы тут же исцеляются, Эрик надевает черно-белую раскраску на лицо и отправляется мстить за себя и Шелли, ведомый как ворон.
Ворон приводит Эрика к Тин-Тину, которого тот закалывает до смерти. Затем он отправляется в ломбард, где Тин-Тин оставил обручальное кольцо Шелли. Эрик забирает кольцо и взрывает магазин, но пощадил его владельца Гидеона, чтобы тот предупредил людей Топ Доллара о том, что Эрик идет за ними. Альбрехт начинает расследовать очевидные беспорядки, а Эрик обнаруживает Фанбоя, принимающего наркотики вместе с матерью Сары, Дарлой, страдающей наркотической зависимостью. Он дает Фанбою смертельную передозировку и выводит наркотики из тела Дарлы, сказав ей, что она нужна Саре.
Эрик навещает Альбрехта, подтверждая свои подозрения относительно личности мстителя. Альбрехт рассказывает Эрику, что оставался с Шелли до самой её смерти, став свидетелем тридцатичасовых страданий, которые она пережила. Эрик прикасается к Альбрехту, впитывая боль, которую испытывала Шелли. Позже Эрик спасает Сару от сбития машиной, и она понимает, что Эрик вернулся. Затем он нападает на Ти-Берда и убивает его взрывом. На следующее утро Сара и Дарла мирятся, и Сара навещает Эрика в его квартире. Топ Доллар проводит встречу со своими помощниками, чтобы обсудить планы сжечь город дотла в Ночь Дьявола. Эрик приезжает за Сканком, но начинается перестрелка, которая заканчивается тем, что Эрик выбрасывает Сканка из окна на смерть. Топ Доллар, его любовница и сводная сестра Мика, а также его правая рука Гранж спасаются бегством. Мика выдвигает гипотезу, что ворон — источник бессмертия Эрика.
Удовлетворенный своей местью, Эрик дарит Саре обручальное кольцо Шелли и возвращается в свою могилу. Гранж похищает Сару, когда она идет домой, и заводит её в заброшенную церковь вместе с Микой и Топ Долларом, который забирает кольцо Шелли. Эрик узнает о её беде от ворона и бросается спасать её, но попадает в засаду Гранжа, который ранит ворона, делая Эрика уязвимым. Прибывший Альбрехт убивает Гранжа, а Мика пытается забрать ворона ради его бессмертия, но тот выцарапывает ей глаза, и она падает с колокольни, разбившись насмерть. Топ Доллар вместе с Сарой убегает на крышу церкви, где сражается с Эриком и тяжело ранит его. Эрик передает боль Шелли в Топ Доллара, в результате чего тот срывается с крыши и попадает на рога горгульи и умирает.
Сара и раненый Альбрехт уходят из церкви, а измученный Эрик отправляется на могилу Шелли, куда приходит её дух, чтобы утешить его и вернуть телу покой. Спустя некоторое время Сара посещает могилы, и ворон возвращает ей кольцо Шелли.

## История создания
Сюжет родился в голове Джеймса О’Барра через 3 года после того, как в автокатастрофе погибла его возлюбленная. Потом ещё семь лет книга пролежала в столе, пока не нашла своего издателя — Гэри Рида из «Caliber Press». Когда же наконец она появилась в магазинах, сразу стала бестселлером.
Первоначально на роль Эрика Дрейвена планировались Ривер Феникс и Кристиан Слейтер. Роль Шелли предлагали Камерон Диас, но ей не понравился сценарий. Сцены с Майклом Берриманом в роли «Skull Cowboy» были вырезаны. Режиссёр хотел, чтобы в роли «Funboy» снялся Игги Поп, и создал этого персонажа именно для него, но тот не смог быть на съёмках из-за графика. Изначально фильм был задуман как мюзикл, на главную роль которого ангажировался Майкл Джексон. Однако Алекс Пройас, являясь поклонником комиксов О`Барра, настоял на разрешении снимать фильм максимально близко к оригиналу.

### Гибель Брэндона Ли
Съёмки картины начались 1 февраля 1993 года. В процессе создания фильма киногруппу постоянно преследовали напасти: ураган, повредивший дорогостоящее оборудование, травмы рабочего персонала на рабочей площадке и тому подобное. Апогеем стала трагедия, произошедшая в ночь на 31 марта 1993 года: Брэндон Ли погиб на съёмках на 50-й день в 54-дневном съёмочном графике. В ходе съёмок Майкл Масси, который играл одного из злодеев (Фанбой), смертельно ранил его из револьвера калибра .44 Magnum.
Для съемок предыдущей сцены револьвер зарядили патронами без порохового заряда. Однако из-за нехватки времени их не закупили в магазине реквизита, а изготовили на месте, высыпав порох из настоящих патронов без удаления капсюлей. При нажатии на спусковой крючок взрыв капсюля вытолкнул пулю из каморы, и она застряла в стволе, который техники не проверили перед вкладыванием в револьвер холостого патрона для следующей сцены. С полновесным пороховым зарядом холостого патрона застрявшая пуля вылетела из ствола практически как при настоящем выстреле. Пуля ранила актёра в живот и застряла в позвоночнике, вызвав обширную кровопотерю. Спустя 12 часов Брэндон Ли скончался в больнице в Уилмингтоне, Северная Каролина.
После смерти актёра производство фильма приостановили на два месяца. Продюсеры и режиссёр некоторое время не могли прийти в себя, собирались остановить его полностью, поскольку продолжалось следствие, но вернулись к работе. Команда закончила картину с дублёром главного героя, которым был Чад Стахелски, близкий друг Брэндона, в настоящее время известный главным образом как режиссёр серии фильмов «Джон Уик». Однако выход на экраны вместо запланированного августа задержался на несколько месяцев. Фильм вышел примерно год спустя (13 мая, пятница, 1994 года) и имел значительный кассовый успех, собрав в прокате США и Канады более 50 млн долларов и мировом прокате около 94 млн долларов.
По результатам расследования окружная прокуратура признала смерть Ли преступной халатностью, позже его мать, Линда Ли Кэдвелл, подала в суд на съёмочную компанию, дело улажено в досудебном порядке. Обвинений против актёра Майкла Масси, застрелившего Ли, не выдвигалось, хотя глубокая психологическая травма преследовала его всю оставшуюся жизнь. Кадры с убийством Брэндона уничтожили без проявки, а сцену отсняли заново с участием Стахелски и использованием CGI. Бюджет в итоге составил около $15 млн.
Следующие сцены были сняты уже после смерти Брэндона Ли:
1. Эрик Дрейвен входит в квартиру после того, как вылез из могилы. Съёмки того, как Ли идёт по аллее под дождём, были цифровым путём вмонтированы в сцену, где он проходит в дом. Компьютерные технологии добавили в дом капающей воды с потолка, чтобы вода не смотрелась некстати.
2. Съёмки того, как Эрик выпадает из окна, были сделаны с помощью совмещения лица Брэндона и тела Стахелски.
3. Сцена, где Дрейвен накладывает грим, была сделана с помощью Стахелски. Лицо в разбитом зеркале было Брэндона, а руки, накладывающие грим, — дублёра.
4. Сцена, где Эрик выходит с вороном на плече, была тоже скомпонована — тело дублёра и лицо Брэндона, видное при отблеске молнии (хотя по мере отдаления разница становится видна).
5. Визит Сары в квартиру Эрика был полностью снят с участием Стахелски, но здесь ему просто скрыли лицо в тени.

## В ролях
- Брэндон Ли — Эрик Дрэйвен / Ворон (дублёр Чад Стахелски)
- София Шинас — Шелли Уэбстер
- Рошель Дэвис — Сара
- Эрни Хадсон — сержант полиции Дэрил Альбрехт
- Майкл Уинкотт — Топ Доллар
- Бай Лин — Мика
- Дэвид Патрик Келли — Ти-Бёрд
- Анджел Дэвид — Сканк
- Лоуренс Мэйсон — Тин Тин
- Майкл Масси — Фанбой
- Тони Тодд — Гранж, правая рука Топ Доллара
- Джон Полито — Гидеон
- Билл Рэймонд — Микки
- Марко Родригес — Детектив Торрес
- Анна Левайн — Дарла

## Саундтрек
В оригинальный альбом саундтреков к фильму «Ворон» вошли песни из фильма, и он занял первое место в чартах. В него вошли работы The Cure (их песня «Burn» стала главной темой фильма), The Jesus and Mary Chain, Rage Against the Machine, Helmet и многие другие. В мемуарах Питера Хука Substance: Inside New Order Крюк рассказывает, что к New Order обратились с просьбой предоставить саундтрек к фильму с кавером на песню «Love Will Tear Us Apart», их хита Joy Division, проводя параллели между воскрешением Эрика и Новым. Формирование Ордена после самоубийства фронтмена Joy Division Яна Кертиса. Однако фронтмен New Order Бернард Самнер отказался, заявив, что они слишком заняты своим альбомом Republic, чтобы заниматься другим проектом. Джеймс О’Барр, создатель оригинальной серии комиксов, был большим поклонником Joy Division и назвал персонажей сержантом Альбрехтом и капитаном Крюком в честь товарищей по группе Самнера (который в начале своей карьеры также был известен как Бернард Альбрехт) и Крюка.
Несколько групп сделали каверы. Nine Inch Nails исполнили «Dead Souls» группы Joy Division, Rollins Band сделали кавер на «Ghost Rider» группы Suicide, а Pantera исполнили «The Badge» группы Poison Idea. Песня «Big Empty» не была первоначальным выбором Stone Temple Pilots для саундтрека; сначала они записали версию «Only Dying», которую они записали ранее как Mighty Joe Young в демо-форме, но она была заменена после смерти Ли.
Группы Medicine и My Life with the Thrill Kill Kult появляются в фильме эпизодически на сцене ночного клуба под штаб-квартирой Топ Доллара.
Музыка состоит из оригинальной, в основном оркестровой музыки с некоторыми элементами электроники и гитары, написанной для фильма Грэмом Ревеллом.
- The Cure — Burn (6:39)
- Machines of Loving Grace — Golgotha Tenement Blues (4:01)
- Stone Temple Pilots — Big Empty (4:56)
- Nine Inch Nails — Dead Souls (4:54)
- Rage Against the Machine — Darkness (3:41)
- Violent Femmes — Color Me Once (4:09)
- Rollins Band — Ghostrider (5:45)
- Helmet — Milktoast (3:59)
- Pantera — The Badge (3:54)
- For Love Not Lisa — Slipe Slide Melting (5:47)
- My Life With the Thrill Kill Kult — After the Flesh (2:59)
- The Jesus & Mary Chain — Snakedriver (3:41)
- Medicine — Time Baby II (3:52)
- Jane Siberry — It Can’t Rain All the Time (5:35)
- Graeme Revell — Inferno (5:03)

## Прием

### Театральная касса
«Ворон» стал кассовым хитом. Фильм занял первое место в США в 1 573 кинотеатрах с 11 774 332 долларов и в среднем 7 485 долларов за кинотеатр.
За границей в Европе фильм собрал 1 245 403 фунта стерлингов в Соединённом Королевстве (где он получил 18-е место) и было продано 4 604 115 билетов во Франции, Германии, Италии и Испании. В Сеуле, Южная Корея, было продано 83 126 билетов.

## Награды и номинации[13]

### Полученные
- Премия MTV Movie Awards[14]
  - 1995 — Лучшая песня (Big Empty)

### Номинации
- Премия MTV Movie Awards
  - Лучший фильм[15]
  - Лучший актёр (Брэндон Ли)

Также картина получила номинации на премию Сатурн 1995 года в категориях лучший фильм ужасов, лучший режиссёр (Алекс Пройас), лучший дизайн костюмов (Эрианн Филлипс) и лучшие спецэффекты (Эндрю Мэйсон).

## В популярной культуре

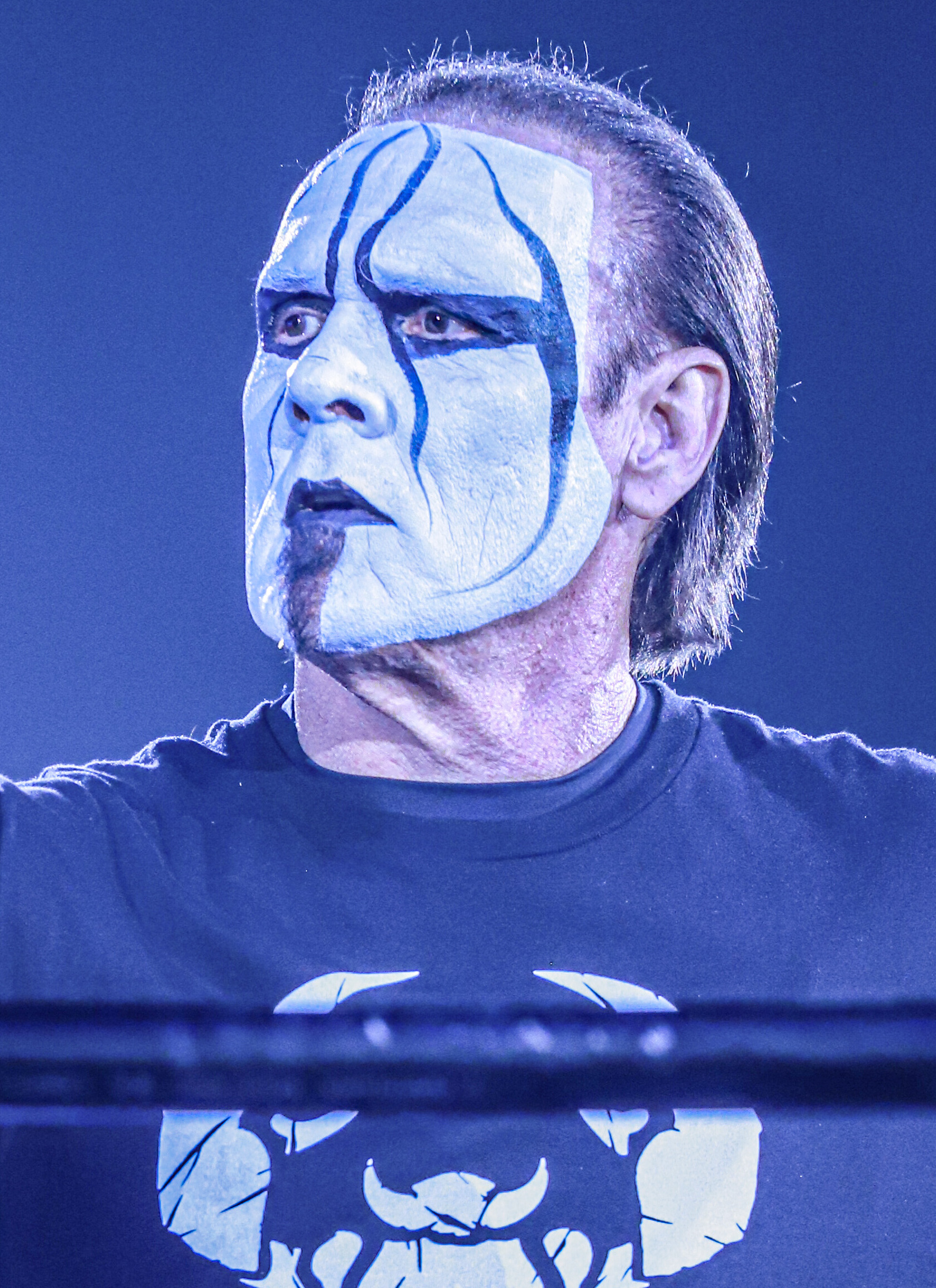
Стинг в образе Ворона, январь 2023 года

С октября 1996 года до окончания карьеры в марте 2024 года рестлер Стинг использовал на ринге образ, основаный на главном персонаже фильма «Ворон».
В эпизоде «Ад на Земле 2006» Южного парка Сатана устраивает вечеринку по случаю своего дня рождения в Лос-Анджелесе в ночь на Хэллоуин и решает одеться Вороной. Он настаивает на том, чтобы никто из других участников вечеринки не выбрал такой же наряд.
Металкор-группа Ice Nine Kills создала на основе The Crow песню под названием «A Grave Mistake», которая вошла в их альбом 2018 года The Silver Scream.
Персонаж Дуайт Шрут из американского сериала «Офис» в 4-м эпизоде 2-го сезона «Огонь» говорит, что «Ворон» — его самый любимый фильм.
В хэллоуинском эпизоде мультсериала для взрослых The Venture Bros. под названием «Очень венчурный Хэллоуин» персонаж Дермотт Фиктел (озвученный Доком Хаммером) переодевается Вороной и ссылается на смерть Брэндона Ли.

## Сиквелы
В 1996 году вышел сиквел под названием «Ворон 2: Город ангелов». В этом фильме Венсан Перес играет Эша Корвена, которого вместе с его сыном Дэнни убивают преступники. Эш воскресает как новый Ворон. Персонаж Сары Мор (Миа Киршнер) снова появляется в этом фильме и помогает Эшу. В фильме также участвует Игги Поп, который, согласно вкладышу в буклет к саундтреку к фильму, был первым выбором продюсера на роль Фанбоя в первом фильме «Ворон», но он не смог принять участие из-за своего графика записи. Группу Deftones можно увидеть вживую на фестивальной сцене, и они написали песню «Teething» для саундтрека. Фильм получил негативные отзывы и часто считается одним из худших фильмов, когда-либо созданных. За фильмом последовали телесериал и два сиквела с прямым выходом на видео, в каждом из которых роль Ворона исполнял другой человек.
«Ворон: Лестница в небеса» — канадский телесериал 1998 года, созданный Брайсом Забелем, с Марком Дакаскосом в роли Эрика Дрейвена.
Третий фильм «Ворон 3: Спасение» был выпущен в 2000 году. Режиссёр Бхарат Наллури, в нём снимались Эрик Мабиус, Кирстен Данст, Фред Уорд, Джоди Лин О’Киф и Уильям Атертон. Он основан на романе Поппи З. Брайт «Сердце Лазаря». После того, как его дистрибьютор отменил запланированный выпуск в кинотеатрах из-за негативного отношения критиков к фильму «Ворон 2: Город ангелов», «Ворон 3: Спасение» был выпущен непосредственно на видео со смешанными и положительными отзывами.
Четвёртый фильм «Ворон: Жестокое причастие» вышел в 2005 году. Режиссёр Лэнс Манджиа, в ролях Эдвард Ферлонг, Дэвид Бореаназ, Тара Рид, Тито Ортис, Деннис Хоппер, Эммануэль Шрики и Дэнни Трехо. Он был вдохновлен одноимённым романом Нормана Партриджа. У него была недельная театральная премьера 3 июня 2005 года в театре AMC Pacific Place Theater в Сиэтле, штат Вашингтон, а затем 19 июля 2005 года он был выпущен на видео и считается самым худшим из четырёх фильмов.
«Ворон: 2037» был запланированным сиквелом, написанным и поставленным Робом Зомби в конце 1990-х, однако он так и не был снят.

## Перезапуск
14 декабря 2008 года Стивен Норрингтон объявил в Variety, что планирует написать сценарий и поставить перезапуск серии «Ворон». Норрингтон провел различие между оригиналом и своим ремейком: «В то время как оригинал Пройаса был великолепно готическим и стилизованным, новый фильм будет реалистичным, бескомпромиссным и загадочным, почти документальным». Его компания Relativity Media вела переговоры с Эдвардом Р. Прессманом распоряжается как о правах на фильм, так и финансированием.
Позже Норрингтон вышел из проекта, и 7 апреля 2011 года было объявлено, что режиссёр «28 недель спустя» Хуан Карлос Фреснадильо был выбран для постановки фильма, который с тех пор считается ремейком. Такер Тули из Relativity Media был выбран исполнительным продюсером, а Хосе Ибаньес, Джон Кац и Хесус де ла Вега должны были стать сопродюсерами. Тем временем Брэдли Купер вел переговоры о том, чтобы сыграть главную роль. 20 апреля 2011 года сообщалось, что по проекту ведутся судебные тяжбы. В конце июня 2011 года Relativity Media объявили о своих планах продолжить судебный процесс и связались с Алексом Це, соавтором сценария фильма «Хранители». В середине августа 2011 года было объявлено, что Купер выбыл из-за трудностей с расписанием, и Марк Уолберг, который первоначально вел переговоры о главной роли в 2010 году, снова претендует на роль, с дополнительными слухами о Ченнинге Татуме или, возможно, Райане Гослинге. взяв на себя эту роль, а также Джеймс МакЭвой. В октябре 2011 года сообщалось, что Фреснадильо также покинул проект. В январе 2012 года было подтверждено, что Франсиско Хавьер Гутьеррес подписал контракт на постановку ремейка, а Эдвард Р. Прессман и Джефф Мост выполняли обязанности продюсера.
В июне 2012 года продюсер Эдвард Р. Прессман заверил фанатов, что "оригинальный фильм «Ворон» 1994 года занимает особое место в моем сердце. Нынешний фильм представляет собой «переосмысление» графического романа Джеймса О’Барра для XXI века. Мы в восторге от того, что объединились с режиссёром Хавьером Гутьерресом и сценаристом Джесси Вигутоу над этой историей, которая остается верной сути тяжелого положения Эрика Дрейвена, жаждущего мести. Однако в новостях о будущих ремейках О’Барр заявил: «У меня нет больших ожиданий. Я думаю, что реальность такова, что независимо от того, кто будет играть в нём главную роль, или если вы поручите Ридли Скотту поставить его и потратите 200 миллионов долларов, вы все равно не превзойдете то, что Брэндон Ли и Алекс Пройас сделали за эти первые десять миллионов. фильм за доллар». 19 апреля 2013 года было объявлено, что Том Хиддлстон ведет переговоры о роли Эрика. Однако через неделю Хиддлстон заявил, что не заинтересован в фильме.
По состоянию на 24 октября 2014 года производство фильма должно было начаться весной 2015 года. 25 февраля 2015 года стало известно, что главную роль в фильме сыграет Джек Хьюстон. 14 марта 2015 года О’Барр подтвердил Dread Central на съезде комиксов и игрушек в Лексингтоне, что Хьюстон был выбран на роль Дрейвена в перезагрузке, а в ходе вопросов и ответов во время съезда он также подтвердил, что Джессика Браун Финдли была выбрана на роль Шелли. Вебстер. 20 мая 2015 года Deadline сообщает, что Андреа Райзборо ведет переговоры о том, чтобы сыграть одну из главных ролей в женской версии Топ Доллар. 15 июня 2015 года Variety сообщила о двух историях: Форест Уитакер вел переговоры о роли, а Хьюстон выбыл из-за конфликтов в расписании, но Relativity Studios искали Николаса Холта и Джека О’Коннелла на роль Дрейвена. 31 июля 2015 года The Hollywood Reporter сообщил, что производство перезагрузки остановилось из-за банкротства Relativity Media. О’Барр сказал комиксу. com в интервью, что фильм все ещё будет снят. TheWrap сообщил, что съемки перезагрузки должны были начаться в марте 2016 года с Корином Харди в качестве режиссёра. 15 июня 2016 года Deadline сообщает, что Харди может вернуться к перезагрузке. 10 августа 2016 года Джейсон Момоа опубликовал фотографию себя с Харди в своем аккаунте в Instagram. 6 сентября 2016 года TheWrap сообщает, что Момоа выбран, а съемки начнутся в январе 2017 года. 17 ноября 2016 года The Hollywood Reporter сообщил, что Highland Film Group и Electric Shadow приобрели права на финансирование, производство и распространение фильма (теперь он называется Ворон: Возрождение) у Relativity, но могут потерять и Момоа, и Харди. В сентябре 2017 года было объявлено, что Sony будет распространять фильм.
31 мая 2018 года было объявлено, что и режиссёр Харди и Момоа вышли из проекта, что сделало его будущее весьма неопределенным.
1 апреля 2022 года The Hollywood Reporter объявил, что Билл Скарсгард сыграет Дрейвена, режиссёра Руперта Сандерса и сопродюсеров Эдварда Р. Прессмана и Малкольма Грея. Съемки должны начаться в июне 2022 года. Несколько дней спустя сайт также сообщил, что FKA Twigs была выбрана на роль невесты Дрейвена.

## Домашнее видео
«Ворон» был впервые выпущен на видеокассетах и лазерных дисках несколько раз в период с 1994 по 1998 год в дополнение к широкоэкранному DVD 3 февраля 1998 года. Двухдисковый DVD был выпущен 20 марта 2001 года как часть коллекционной серии Miramax / Dimension. 18 октября 2011 года «Ворон» был выпущен на Blu-ray компанией Lionsgate Pictures, которая также переиздала формат DVD 17 августа 2012 года. В Японии фильм был переработан в формате 4K для специального выпуска в 2016 году, хотя окончательное разрешение фильма было ограничено 1080p; по состоянию на январь 2021 года выпуск 4K (цифровой или физический) ещё не объявлен.